# Candice Hillebrand
Pour les articles homonymes, voir Hillebrand.
 (octobre 2018).
Candîce Hillebrand, née le 19 janvier 1977 à Johannesbourg (Afrique du Sud), est une actrice et chanteuse (Auteur-compositeur-interprète) sud-africaine. Elle a aussi travaillé comme présentatrice et mannequin. En 2010, elle joue le rôle de Nina Williams dans le film Tekken de Dwight H. Little, basé sur la série des jeux vidéo du même nom.

## Biographie
Candîce commence sa carrière à l'âge de six ans à la télévision sud-africaine dans un programme pour enfants de la chaine M-Net. Parallèlement, elle apparaît dans des publicités à la télévision. En 2002, elle signe avec le label de musique Musketeer Records et sort un album Chasing Your Tomorrows.

## Filmographie

### Cinéma
- 1988 : Accidents : Rebecca Powers
- 1989 : Tyger, Tyger Burning Bright : Tamsyn
- 1988 : Act of Piracy de John Cardos : Tracey Andrews
- 2000 : Fatale Randonnée (Falling Rocks) : la femme au balcon
- 2003 : Le Sang des Vikings (Beauty and the Beast) : Ingrid
- 2004 : A Case of Murder : Colleen Norkem
- 2005 : Othello: A South African Tale : Desdemona
- 2010 : Tekken : Nina Williams
- 2010 : How to Make Love to a Woman : Terri

### Télévision
- 1998 : Les Aventures de Sinbad (saison 2,épisode 16): Deanna
- 1999 : The Legend of the Hidden City  (saison 1,épisode 39): Kari
- 2007 : American Heiress : Ashley Larson